# Vicent Marzà
Vicent Marzà Ibáñez (ur. 3 marca 1983 w Castellón de la Plana) – hiszpański polityk, nauczyciel i samorządowiec, w latach 2015–2022 minister w rządzie wspólnoty autonomicznej Walencji, deputowany do Parlamentu Europejskiego X kadencji.

## Życiorys
Absolwent studiów nauczycielskich z zakresu nauczania języków obcych na Uniwersytecie w Walencji. Uzyskał magisterium z pedagogiki społecznej i środowiskowej na Universidad Ramon Llull. Podjął pracę jako nauczyciel w szkole w rodzinnej miejscowości. Został członkiem regionalnego związku zawodowego pracowników oświaty STEPV. Działacz Walenckiego Bloku Nacjonalistycznego oraz współtworzonej przez tę partię Coalició Compromís. W 2015 po raz pierwszy uzyskał mandat posła do parlamentu wspólnoty autonomicznej Walencji. Z powodzeniem ubiegał się o reelekcję w 2019 i 2023.
W latach 2015–2022 był członkiem dwóch rządów Walencji, na czele których stał socjalista Ximo Puig. Odpowiadał za edukację, kulturę i sport, a w pierwszej kadencji (do 2019) również za badania naukowe. W 2024 z listy formacji Sumar został wybrany do Parlamentu Europejskiego X kadencji.